# Kvigsjön
Kvigsjön är en sjö i Habo kommun i Västergötland och ingår i Motala ströms huvudavrinningsområde.